# Дорожній примус
Дорожній примус — звід правил міжнародної торгівлі доби середньовіччя, пов'язаний з правом складу. Зобов'язував купців транспортувати товари шляхами, визначеними державною владою. Д. п. полегшував контроль над торгівлею, забезпечував збирання мита й торговельних податків, іноді супроводжувався гарантіями безпеки торгівлі й відшкодування купецьких збитків. Із джерел 16 ст. відомі випадки фактично санкціонованого урядом розгрому купецьких караванів, що порушували Д. п. Так, 1545 великий турецько-татарський караван, що прямував до Москви й оминув установлений шлях: Перекоп (нині село Красноперекопського р-ну АР Крим)–Казікермен (нині м. Берислав)– Черкаси–Київ і далі до Московської держави, був розгромлений в урочищі Санжарове (біля нинішнього м. Полтава) козаками. На скарги постраждалих литовський уряд заявив, що не несе відповідальності за цілість караванів, що, "опустивши дороги свої звичайні, стародавні, іншими дорогами, незвичайними ... пішли".